# Robert Somers Brookings
Robert Somers Brookings (Contea di Cecil, 22 gennaio 1850 – Washington, 15 novembre 1932) è stato un mercante e filantropo statunitense.
Fondatore della Brookings Institution, con il suo supporto finanziario e gestionale portò l'Università Washington di St. Louis ed in particolare la scuola di medicina a diventare un ateneo di rilevanza nazionale.
Con un finanziamento acquisì un terreno da cento acri che divenne il Campus Hilltop dell'università, la cui sede centrale fu nominata "Brookings Hall" in suo onore, mentre agli amici William K. Bixby, Adolphus Busch e Edward Mallinckrodt furono intitolati altrettanti palazzi ai lati del campus.
Dopo aver fatto fortuna con cartello nel settore degli articoli per la casa fra la sua ditta famigliare e la Cupples & Marston, si ritirò dagli affari molto giovane. Nel 1917 il presidente Woodrow Wilson lo volle dapprima nel War Industries Board, e in seguito lo nominò presidente del comitato prezzi statunitense.
La città di Brookings, nell'Oregon, porta ancora il suo nome.

## Biografia
Figlio del Dr. Richard e di sua moglie Mary Eliza (Carter) Brookings, trascorse l'infanzia a Little Elk Creek nella contea di Cecil, vicino a Baltimora. Il padre morì quando Robert aveva solo due anni e la famiglia venne a trovarsi in difficoltà economiche.
Robert Brookings dovette abbandonare la scuola dopo il primo anno. Nel 1867, si trasferì a St. Louis, nel Missouri, per unirsi a suo fratello Harry come impiegato della Cupples & Marston, un grossista di articoli per la casa. Lavorando anche al chiaro di luna come contabile, riusciva a portare a casa un salario di $ 10 al mese aggiuntivi rispetto alla paga base impiegatizia di 25 dollari.
Abile venditore, persuase Samuel a dargli una posizione da commerciale, che gli guadagnò il soprannome di batterista.
Dopo quattro anni di esperienza con la Cupples e Marston, i fratelli Brookings decisero di mettersi in proprio. Cupples propose a Robert di diventare partner e socio in affari, piuttosto che perderlo in una nuova compagnia.  Robert rifiutò la controproposta e fondò una nuova azienda con e Harry. I Brookings viaggiarono in tutto il Paese (per promuovere i loro prodotti), mentre la Cupples acquisì una posizione dominante nel commercio di articoli in legno. A trent'anni, Robert Brookings divenne il milionario vicepresidente della compagnia.
Una delle maggiori intuizioni imprenditoriali di Brookings fu la costruzione della Cupples Station, completata nel 1895. Egli notò che le compagnie pagavano per spedire merci dalle ferrovie nel centro di St. Louis ai magazzini lungo il fiume, Brookings ebbe l'idea di localizzare i magazzini direttamente lungo la ferrovia, in modo che i treni potessero compiere le operazioni di carico-scarico merci direttamente all'interno dei magazzini stessi. La Cupples Station aveva diciotto magazzini progettati da William Eames e Thomas Young. La stazione rivoluzionò il trasporto marittimo a St. Louis e divenne un modello logistico implementato anche in altre città. La sua costruzione richiese l'acquisto di otto blocchi di proprietà e la società non riuscì a evitare il fallimento. poiché non trovò nessuna banca americana disposta a oncedergli un prestito. Brookings, infine, trovò una banca britannica lo che salvò la ditta con un prestito di 3 milioni di dollari.
Nel 1895, ormai tranquillo dal punto di vista finanziario, Brookings si ritirò dagli affari a quarantasei anni, decisendo di dedicarsi ad attività di beneficenza e filantropiche, ed in particolare all'istruzione. Dopo aver supportato la propria università, indirizzò i propri contributi alla Washington University, divenendo presidente del consiglio di fondazione dell'ateneo. Con una donazione di oltre 5 milioni di dollari in contanti e proprietà (pari ad 82 attualizzati al 2017) acquisì un posto nel consiglio di amministrazione, dove rimase fino alla morte. Brookings prese in affitto molti dei nuovi edifici universitari di St. Loius, in vista dell'Esposizione mondiale del 1904.
Nel 1917, il presidente Woodrow Wilson nominò Brookings nel War Industries Board, e in seguito lo nominò presidente del suo comitato per l'amministrazione dei prezzi e il contingentamento delle quote di mercato, fungendo da facilitatore e punto di raccordo fra il governo degli Stati Uniti e i diversi settori dell'economia nazionale, pur molto diversi tra loro. Il ruolo del consiglio era quello di coordinare gli sforzi per fornire e distribuire cibo e beni materiali ai militari. Brookings fu insignito della Distinguished Service Medal degli Stati Uniti, della Legione d'Onore francese e dell'Ordine della Corona d'Italia per le attività prodigali svolte in tempo di guerra.
Nel 1916 Brookings divenne il primo presidente del consiglio di amministrazione dell'Institute for Government Research, un'organizzazione indipendente dedicata agli studi politici. Anni dopo, Brookings ottenne dalla Carnegie Corporation i fondi necessari per creare l'Istituto di Economia. Nel 1928, Brookings destinò il suo denaro alla nascita di una scuola di specializzazione in economia e management.

Nello stesso anno, queste tre organizzazioni confluirono nella Brookings Institution, la quale influenzò la politica del governo federale per più di mezzo secolo: dal bilancio degli anni '20 al Tax Reform Act del 1986.
Brookings si spense nel 1932 a Washington e fu sepolto nel cimitero Bellefontaine di St. Louis.
Ancora negli anni 2000, la Brooking Institution era uno dei principali gruppi di riflessione negli Stati Uniti. L'influsso nella vita democratica ed economica statunitense fu tale che la presidenza Nixon nel '73 progettò di mettervi fine.

## Vita privata

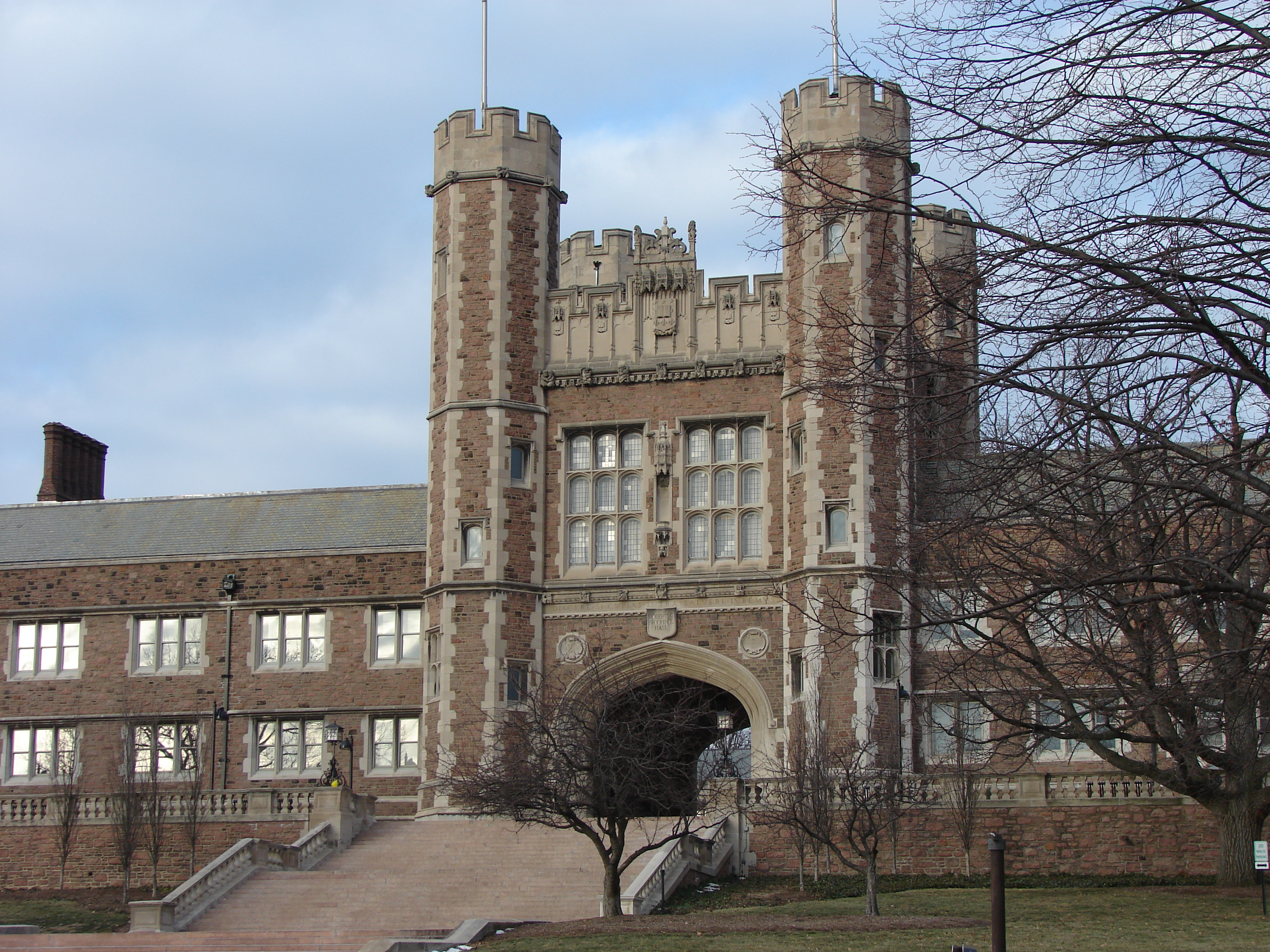
Brooking Hall alla Washington University di St. Louis

A gennaio del 1876, Robert Brookings divenne il compagno di una vita di Isabel Valle (m. 1965).
Brookings rimase scapolo fino all'età di settantasette anni. Costruì tre palazzi a St. Louis e divenne proprietario anche una tenuta di campagna. Con una certa degli altri amici, nel 1927 fuggì con Isabel January, allora cinquantunenne, che conosceva da anni e con la quale aveva costruito un palazzo della scuola forense della Washington di St. Louis e il quartier generale della Brookings Institution.

## Opere
Brookings scrisse tre libri: 
- Industrial Ownership (1925);
- Economic Democracy (1929);
- The Way Forward (1932).